# Holcobius diversus
Holcobius diversus är en skalbaggsart som beskrevs av Perkins 1910. Holcobius diversus ingår i släktet Holcobius och familjen trägnagare. Inga underarter finns listade i Catalogue of Life.